# East Bay Grease
| Recensione   | Giudizio        |
| ------------ | --------------- |
| AllMusic     | [ 2 ]           |
| Sputnikmusic | 4.0 (Excellent) |

East Bay Grease è il primo album in studio del gruppo musicale statunitense Tower of Power, pubblicato nel novembre del 1970.

## Tracce

### LP
Lato A
1. Knock Yourself Out – 7:08 (Emilio Castillo, Stephen Kupka)
2. Social Lubrication – 7:28 (Emilio Castillo, Stephen Kupka)
3. The Price – 6:09 (Emilio Castillo, Stephen Kupka)

Lato B
1. Back on the Streets Again – 5:50 (Emilio Castillo, Stephen Kupka)
2. The Skunk, the Goose, and the Fly – 5:55 (Emilio Castillo, Stephen Kupka)
3. Sparkling in the Sand – 9:06 (Emilio Castillo, Stephen Kupka, Lawrence Lopez)

## Musicisti
- Rufus Miller – voce solista (eccetto nel brano: Sparkling in the Sand)
- Emilio (Mimi) Castillo – sassofono alto, voce (brano: The Skunk, the Goose, and the Fly)
- Dave Garibaldi – batteria, vibrafono, cori
- Greg Adams – prima tromba
- David Padron – seconda tromba
- Steve Kupka, the Funky Doctor – sassofono tenore, cori
- Skip Mesquite – sassofono tenore, flauto, voce
- Frank Prestia – basso
- Rick Stevens – voce solista (nel brano: Sparkling in the Sand), cori
- Willy Fulton – chitarra, cori

Altri musicisti
- Mic Gillette – tromba, trombone e flicorno (nel brano: Sparkling in the Sand)
- Ken Balzell – tromba

Note aggiuntive
- David Rubinson – produttore (per la Fillmore Corporation)
- Registrazioni (e mixaggio) effettuate al Mercury Recording Studios di San Francisco, California
- David Rubinson – ingegnere delle registrazioni e del mixaggio
- Bruce Steinberg – design, grafica e foto copertina album originale
- Douglas Tracy – personal manager
- Ringraziamenti speciali a: George Horn e Dan Loggins e a Sarah, the Southern Gourmet[4]

## Classifica
Album
| Anno | Classifica    | Posizione raggiunta |
| ---- | ------------- | ------------------- |
| 1972 | Billboard 200 | 106                 |